# Travelcard

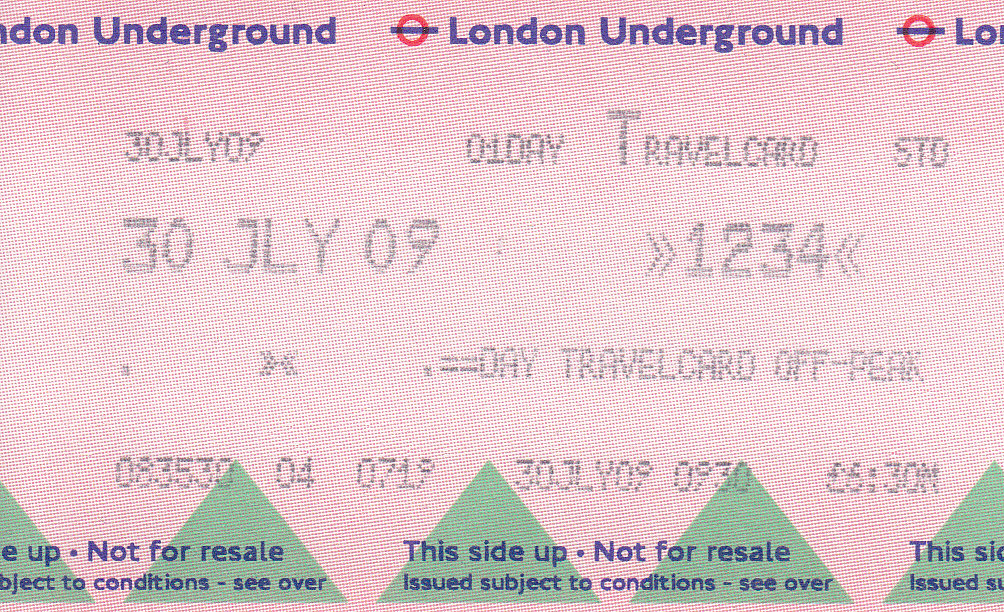
Eine London-Underground-Travelcard

Die Travelcard ist eine Ein- oder Mehrtagesfahrkarte aus Papier zur uneingeschränkten Benutzung der öffentlichen Verkehrsmittel Londons zu einem vergünstigten Pauschalpreis. Sie gilt für das Londoner U-Bahn-Netz London Underground, die London Overground, alle roten Busse mit dem Tube-Logo, teilweise die Nachtbusse und viele Vorstadtzüge der National Rail im Tarifbereiche von Transport for London, im Straßenbahnnetz von Tramlink und der Docklands Light Railway. Außerdem erhält man auf Vorlage der Karte eine Preisermäßigung im Themse-Schiffsverkehr.
Es gibt Karten nur für die Londoner Innenstadt (Zonen 1–2, „kleine“ Travelcard), für das gesamte Londoner Stadtgebiet einschließlich des Flughafens Heathrow (Zonen 1–6, „große“ Travelcard) und verschiedene weitere Zonen-Kombinationen für einen Zeitraum von einem oder sieben Tagen. Weiterhin gibt es Season Travelcards; diese sind dann für Zeiträume von mehr als sieben Tagen gültig und benötigen in der Regel eine Photocard (Kundenkarte mit Passfoto) zur Ausstellung.
Die Travelcard ist bereits vorab im heimischen Reisebüro oder online buchbar. Bei einem Kauf vor Ort, z. B. bei Ankunft am Flughafen oder an allen U-Bahn-Stationen in London, werden Travelcards ebenfalls ausgestellt oder können am Automaten erworben werden. Auch für die Travelcard gelten erhöhte Preise während der Rush Hour: So kostet beispielsweise eine Day Travelcard (gültig für einen Tag) für die Zonen 1–6 montags bis freitags zwischen 06:30 Uhr und 09:30 Uhr sowie 16:00 Uhr und 19:00 Uhr (peak time, verkehrsstarke Zeit) £ 22,60. Zu anderen Tageszeiten (off-peak time, verkehrsschwache Zeit) kostet die gleiche Karte £ 15,90. Samstags, sonntags und an Feiertagen gibt es diese sogenannten Peak Time-Preisunterschiede nicht (Stand: Juni 2024).
Für die kleine Travelcard kann man am Ticket-Schalter Anschlussfahrkarten in die Zonen 3–6 kaufen, die etwas billiger sind als die Tickets am Automaten.
Die One-Day-Travelcard ist als klassischer Fahrschein mit Aufdruck der jeweils gültigen Zonen und Gültigkeitszeitraum erhältlich. Ab einer Gültigkeit von sieben Tagen wird die Travelcard von Transport for London in Form einer Oyster Card aus Plastik herausgegeben. Seit der Einführung von täglichen bzw. wöchentlichen Fahrpreisobergrenzen (sogenanntes capping) ist es günstiger, für die Fahrten im London Transport System mit der Oystercard oder einer Bank- bzw. Kreditkarte mit NFC-Technologie im pay-as-you-go-Verfahren (addiert die Kosten für alle Fahrten pro Tag bzw. Woche bis zu einer Obergrenze) zu bezahlen statt eine Travelcard zu kaufen. So zahlt man für beliebig viele Fahrten an einem Tag durch die Zonen 1–6 on- oder off-peak £ 15,60 (Stand: Juni 2024).

## Kombi-Tickets von außerhalb Greater Londons

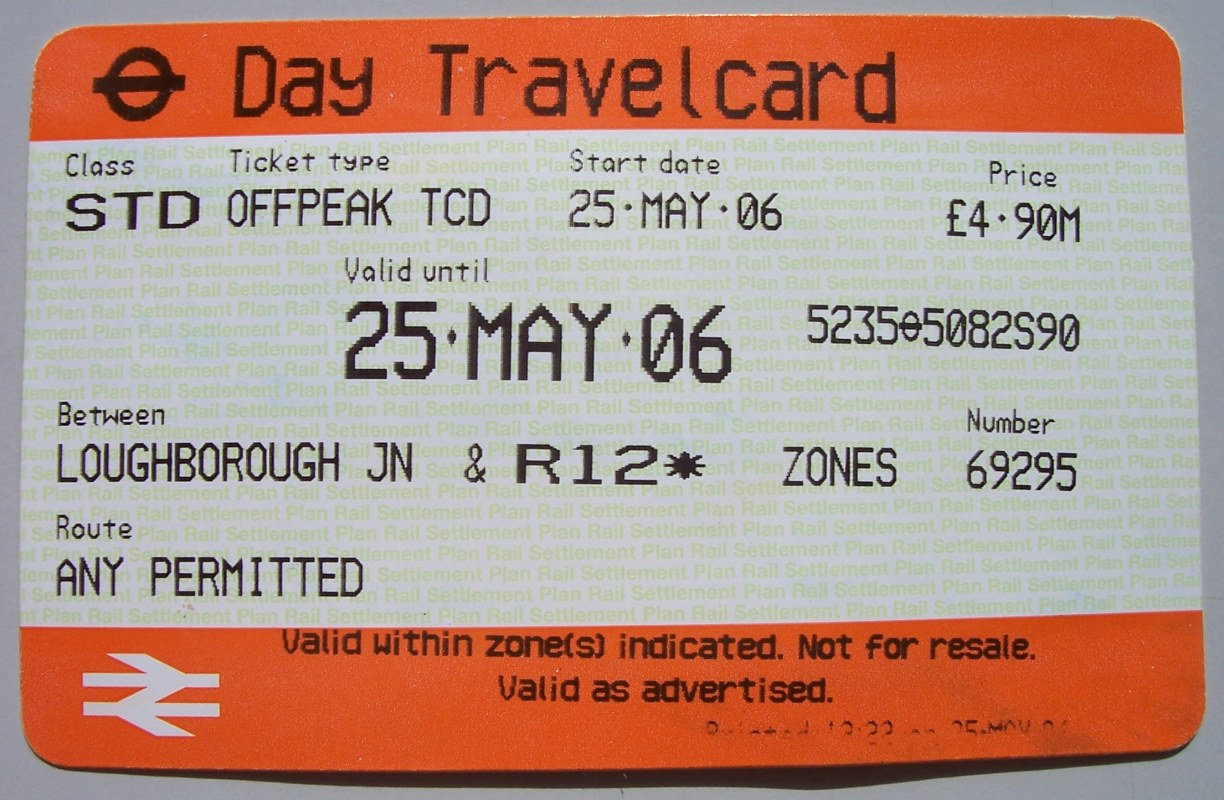
Kombi-Ticket aus National-Rail-Rückfahrkarte Loughborough–London und Travelcard für die Zonen 1 & 2

Ein Kombi-Ticket aus National-Rail-Tagesrückfahrkarte und One-Day-Travelcard kann verwendet werden, um von einem Bahnhof außerhalb des Transport-for-London-Einzugsbereichs mit dem Zug in das Travelcard-Gebiet zu fahren, die Travelcard in London zu nutzen und auch wieder zum Ausgangsbahnhof zurückzufahren. Entsprechende Gruppenfahrscheine (z. B. die Family Travel Card) sind hierfür auch erhältlich.